# Machaerium peruvianum
Machaerium peruvianum är en ärtväxtart som beskrevs av James Francis Macbride. Machaerium peruvianum ingår i släktet Machaerium och familjen ärtväxter. Inga underarter finns listade i Catalogue of Life.